# Feketetorkú trupiál
A feketetorkú trupiál (Icterus gularis) a madarak osztályának verébalakúak (Passeriformes) rendjébe, azon belül a csirögefélék (Icteridae) családjába tartozó faj.

## Rendszerezése
A fajt Johann Georg Wagler német ornitológus írta le 1829-ben, a Psarocolius nembe Psarocolius gularis néven.

## Alfajai
- Icterus gularis flavescens A. R. Phillips, 1966
- Icterus gularis gigas Griscom, 1930
- Icterus gularis gularis (Wagler, 1829)
- Icterus gularis tamaulipensis Ridgway, 1901
- Icterus gularis troglodytes Griscom, 1930
- Icterus gularis yucatanensis Berlepsch, 1888[2]

## Előfordulása
Az Amerikai Egyesült Államok déli részén, Mexikó, Belize, Guatemala, Honduras, Nicaragua és Salvador területén honos.
Természetes élőhelyei a szubtrópusi és trópusi síkvidéki esőerdők, lombhullató erdők és mocsári erdők, valamint száraz szavannák és cserjések. Állandó, nem vonuló faj.

## Megjelenése
Testhossza 23-25,5 centiméter, testtömege 53-64 gramm.

## Életmódja
Ízeltlábúakkal táplálkozik, de feltehetően kisebb gerinceseket, gyümölcsöt és nektárt is fogyaszt.

## Természetvédelmi helyzete
Az elterjedési területe rendkívül nagy, egyedszáma pedig stabil. A Természetvédelmi Világszövetség Vörös listáján nem fenyegetett fajként szerepel.